# Julija Pečonkina
Julija Sergejevna Nosova-Pečonkina (rusko Юлия Серге́евна Носова-Печёнкина), ruska atletinja, * 21. april 1978, Krasnojarsk, Sovjetska zveza.
Nastopila je na poletnih olimpijskih igrah v letih 2000 in 2004, ko je dosegla osmo mesto v teku na 400 m z ovirami. Na svetovnih prvenstvih je v isti disciplini osvojila zlato, dve srebrni in bronasto medaljo ter zlato, srebrno in bronasto medaljo v štafeti 4x400 m, na svetovnih dvoranskih prvenstvih naslova prvakinje v štafeti 4x400 m v letih 2001 in 2003, na  evropskih dvoranskih prvenstvih pa naslov prvakinje v isti disciplini leta 2005. 8. avgusta 2003 je postavila svetovni rekord v teku na 400 m z ovirami s časom 52,34 s, ki je veljal skoraj šestnajst let.